# Draco bimaculatus
Draco bimaculatus är en ödleart som beskrevs av Günther 1864. Draco bimaculatus ingår i släktet flygdrakar, och familjen agamer. IUCN kategoriserar arten globalt som livskraftig. Inga underarter finns listade i Catalogue of Life.
Arten förekommer i Filippinerna i låglandet och i kulliga områden upp till 600 meter över havet. Den vistas i skogar och besöker ibland angränsande landskap.